# Palpoxena fissipes
Palpoxena fissipes es una especie de insecto coleóptero de la familia Chrysomelidae.
Fue descrita científicamente en 1924 por Laboissiere.